# 新潟みなとトンネル
新潟みなとトンネル（にいがたみなとトンネル）は、新潟県新潟市中央区の通称新潟島から同市東区に至る、信濃川河口部両岸を結ぶ水底道路トンネル。
なお、トンネルを含むルート全体の正式名称は新潟港臨港道路入舟臨港線（にいがたこうりんこうどうろ いりふねりんこうせん）である。土木学会デザイン賞2005年度優秀賞受賞。

## 概要
新潟港西港区（新潟西港）の港域でもある信濃川河口部の川底を経由して、同市中央区入舟地区と東区山の下地区を結んでいる沈埋トンネル。2002年（平成14年）5月19日から暫定供用を開始し、2005年（平成17年）7月24日に竣工して全面供用を開始した。
信濃川を横断する水底部の区間は川底に埋設された8函の沈埋函によって構成されており、1函あたりの寸法は全幅28.6 m（メートル）、全高8.9 m、全長105 m及び108 mで、総重量は約26,000 t（トン）に達する。トンネル部の全長は1,423 m、トンネルを介した入舟臨港線（港口部ルート）全体の総延長は3.26 km（キロメートル）で、ルート全体には水都回廊（すいとかいろう・ポートコリドール）という愛称が付与されている。車道部は全区間が往復分離4車線（片側2車線）、トンネル部の車道部両側に並行して自転車歩行者道が設けられている。
この港口部ルートは、全線が港湾法で定められた臨港道路に該当する。建設事業は国土交通省（旧運輸省）が国の直轄事業として実施し、開通後の管理業務は新潟港の港湾管理者である新潟県（管理部局：新潟地域振興局新潟港湾事務所）が行っている。
車道、自転車歩行者道とも通行料は無料で終日通行することができるが、水底トンネルの関係上、防災上の理由から、危険物積載車両はトンネル部の通行が終日禁止されている。
みなとトンネルは信濃川の最も河口部に位置する横断施設である。約3 km上流には、みなとトンネルと同じく2002年（平成14年）5月19日に供用を開始した柳都大橋が架橋されている。
新潟西港一帯はみなとオアシスとして登録されており、トンネル及びみなとタワーはみなとオアシス新潟を構成する施設の一つである。
- 名称：新潟港臨港道路入舟臨港線
- 事業主体：国土交通省北陸地方整備局
- 施設管理：新潟県
- 総延長：3,260 m
- 構造基準：第4種第1級（設計速度60 km/h）
- 新潟みなとトンネル
  - 延長：1,423 m（うち沈埋部850 m）
  - 車線数：往復分離4車線（片側2車線）
  - 総幅員：26.6 m
  - 1車線幅員：3.25 m
  - 最高縦断勾配：4.0 %
  - 自転車歩行者道（車道部両側）：幅員3.0 m

## 歴史

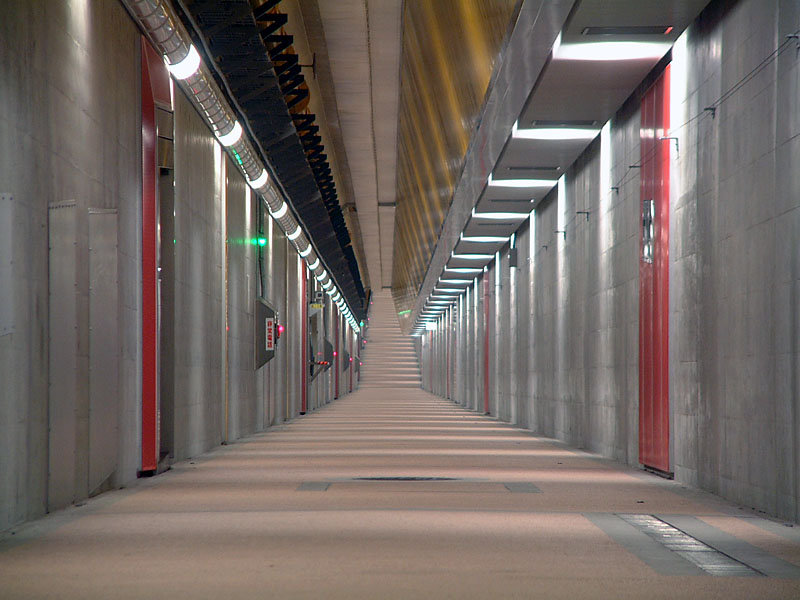
自転車歩行者道は、並行する車道とは分離して設けられている

かつて新潟市中心部の信濃川下流部に架かる萬代橋から下流側約4 kmの間には左右両岸を連絡する手段が存在しなかったため、下流部の周辺住民や港湾関係者らは1919年（大正8年）から約70年間にわたって、萬代橋下流部に連絡路の建設を求める運動を展開し続けてきた。
さらにモータリゼーションが勃興した1960年代以降、港湾地域の関連交通が市内中心部に流入して慢性的な渋滞を引き起こすなど、市民生活や経済活動などの面で大きな障害となりつつあった。1960年代から1974年（昭和49年）にかけての間、信濃川と万代島を横断する有料道路「みなと大橋」の建設構想が一時は具体化したものの、翌1975年（昭和50年）には建設が凍結され、計画は事実上頓挫した。しかし交通量の増大はその後も続き、市内中心部は渋滞が慢性化していた。
これらを受け、新潟県が1983年（昭和58年）度から1984年（昭和59年）度にかけて実施した「新潟港周辺整備計画調査」において、萬代橋の下流部を経由する臨港交通施設として「万代島ルート」と「港口部ルート」の2経路が提案された。前者が現在の柳都大橋、後者がみなとトンネルに該当する。その後1986年（昭和61年）6月に「新潟港港湾計画」が改訂され、入舟地区の開発とともに、入舟・山の下両地区の港湾関連交通の円滑化を図るため「臨港道路入舟臨港線」（約3.2 km）として水底トンネルの建設が計画され、運輸省（当時、現国土交通省）の直轄事業として1987年（昭和62年）度に採択され事業に着手した。
港口部ルートの構造形式を決定するにあたって道路の線形や占用面積、工事環境や制約条件から、大規模橋梁形式とトンネル形式のどちらを採用するか検討を進めた結果、東詰側に新潟空港が近接しているため航空機の発着を妨げる高い構造物が建設できない点、建設時に信濃川河口部を航行する船舶の航路を確保する必要性、総事業費を抑制する観点などから、トンネル形式が採用された。また道路の線形上、陸上部からのアプローチ部分を短距離で構成でき、トンネル本体の構造物を陸上で製作することができる沈埋工法を基本構造とすることが決まった。トンネルの名称「新潟みなとトンネル」と港口部ルートの愛称「水都回廊（ポートコリドール）」は、一般公募により1991年（平成3年）に決定した。
1989年（平成元年）から新潟港東港区（新潟東港）で沈埋函を製作するドライドックの開設工事に着手。1991年（平成3年）から沈埋函の製作が開始され、完成した沈埋函は日本海経由で曳航されて順次設置されて連結され、地上側の掘削部と合わせて2000年（平成12年）8月に貫通した。沈埋トンネル工法が用いられた例としては日本海側で初、また東京湾・伊勢湾・大阪湾のいわゆる「日本三大湾」以外で用いられたケースとしても初となった。
まず2002年（平成14年）5月19日、入船町 - 臨港町間のトンネル部が暫定2車線で開通した。さらに2005年（平成17年）7月24日、右岸側（東側）の未供用区間（臨港町 - 平和町交差点・約1.4 km）が開通し、同時に既供用区間が4車線化されて全区間が竣工、全線で4車線での供用を開始した。また、みなとトンネルに接続する左岸側（西側）の市道も同時に開通し、これにより新潟島北部と旧市域東部との間の道路交通の円滑化が図られた。なお事業費は、2002年（平成14年）に開通したトンネル部が約1200億円、2005年（平成17年）に全面開通した陸上部が約200億円で、合計の総事業費は約1400億円を要した。

## 立坑（みなとタワー）

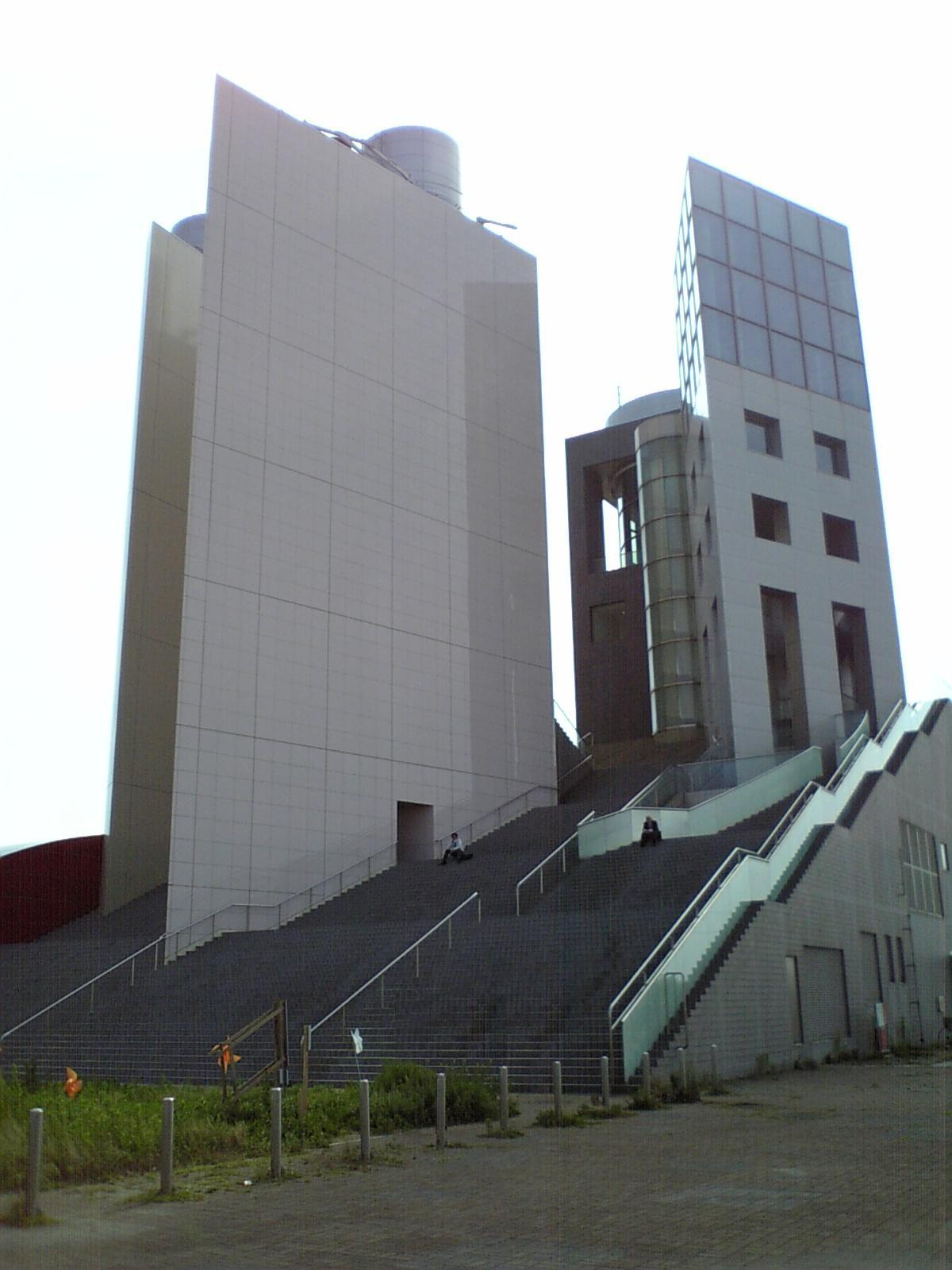
西詰（左岸側）の入船みなとタワー

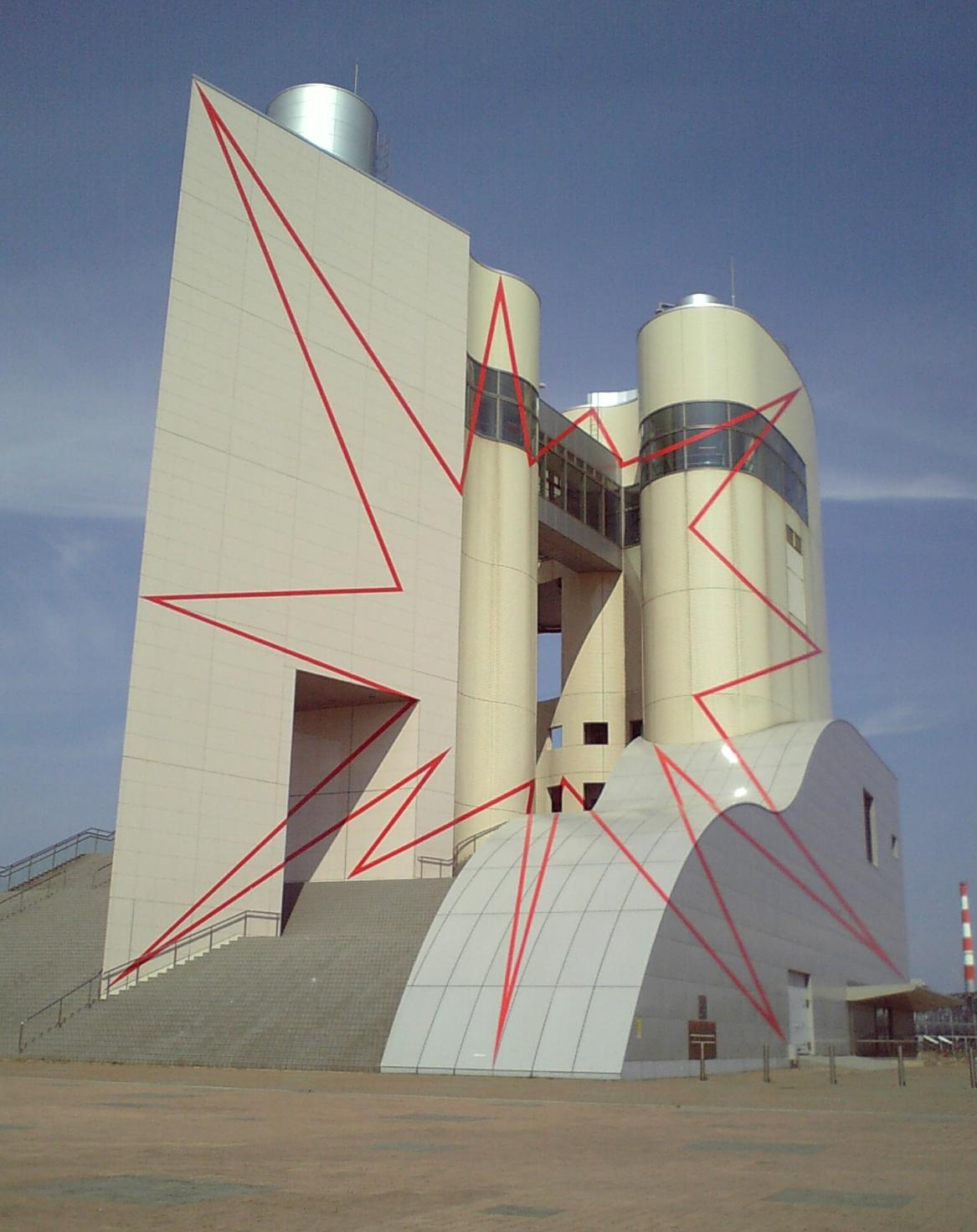
東詰（右岸側）の山の下みなとタワー。浮き上がっている赤い色帯の幾何学模様はフェリチェ・ヴァリーニによる芸術作品

新潟みなとトンネルには、左右両岸に各1箇所の立坑が設けられている。設計はいずれも建築家小林克弘によるもの。立坑とはトンネル内の換気を行うための坑道で、地上部には周辺環境を考慮して全高約40 mの換気塔が設けられ、トンネル内からの排気は空中に放出されている。換気塔周辺部への威圧感や圧迫感の軽減を図るため、形状の異なる4本のタワーを備えたデザインが採用され、加えて西港区の港口部であることを示すランドマークとして機能するよう、双方の形状を微妙に異ならせた「カップル型ツイン」というデザイン手法が用いられており、換気塔部は双方とも直線的なデザインである一方、タワー部は左岸側が角と直線、右岸側が楕円と曲線を主体としており、様々な形態を持つ複合物を現したデザインとなっている。立坑には換気機能の他に電力供給用の受変電設備、雨水排水用の排水ポンプ、消火槽などが配置され、左岸側立坑内のコントロールセンターで各設備の制御を行っている。
2001年（平成13年）に実施された一般公募によって、左岸側立坑には入船みなとタワー（いりふねみなとタワー）、右岸側立坑には山の下みなとタワー（やまのしたみなとタワー）という愛称がそれぞれ命名され、いずれもトンネル部開通前の2002年（平成14年）2月に竣工した。
両みなとタワーの最上階は展望施設として、昼間は一般向けに開放されている。どちらの展望室からも日本海や新潟市街、天候の良い日には佐渡島や粟島、弥彦山なども望むことができる。また両タワーとも、地下3階でトンネル内の自転車・歩行者道と階段及びエレベーターで直結しており、両タワー間をトンネルを通じて徒歩で回遊することも可能である（相互間850 m、所要時間約15分）。なお両タワーとも臨港道路同様、管理業務は新潟県新潟地域振興局新潟港湾事務所が行っている。但し山の下みなとタワーの展望展示室に限り、新潟市が管理権を有した上で、新潟県が指定管理者として管理業務を行っている。

### 入船みなとタワー
- 所在地：新潟市中央区海辺町一番町3781番地
- 全高：40.2 m[1]
- 地上8階・地下4階
  - 7階：展望室（高さ27.0 m）[1]
  - 6階：休憩室
  - 4階：テラスエントランス、展望テラス、大階段広場
  - 1階：エントランスホール
上記以外のフロアは事務室・機械室等の管理設備のため、関係者以外は立入禁止
- 開業：2002年3月[1]

### 山の下みなとタワー
- 所在地：新潟市東区臨海町地内
- 全高：40.2 m[1]
- 地上6階・地下4階
  - 6階：展望展示室（高さ27.0 m[1]）
展望展示室では新潟港や中心市街地の歴史等を、各種パネルや情報検索システムを用いた常設展示で紹介している。
  - 4階：テラスエントランス、展望テラス、大階段広場
  - 3階：プラザエントランス、プラザ、大階段広場
  - 1階：エントランスホール
上記以外のフロアは事務室・機械室等の管理設備のため、関係者以外は立入禁止
- 開業：2002年5月[1]
- 2007年（平成19年）4月28日、タワー隣接地に大型複合遊具を揃えた公園「山の下みなとランド」が、新潟市の整備により開園した。
- 2009年（平成21年）7月18日から12月27日まで開催された新潟市主催の芸術イベント「水と土の芸術祭」にて、タワーを舞台としたフェリチェ・ヴァリーニの作品「円とタワーの間のジグザグ 新潟2009」が制作され「壁面に施された無数の赤いジクザグの色帯をある一点から見ると、巨大な幾何学模様が浮かび上がる」という、タワーの壁面全体を使用した仕掛けが施された。

### 開館時間
開館時間は入船・山の下とも共通。なお、入館料は無料である。
- 4・5・9月：9時 - 19時
- 6 - 8月：9時 - 19時30分
- 10 - 3月：9時 - 17時30分

## 主な接続道路
新潟市中央区（入船町側）
- 新潟港臨港道路入舟1号線（みなとトンネル西詰交差点）柳都大橋・古町方面
- 新潟市道中央3-176号＜海岸道路＞（同）関屋方面

新潟市東区（山の下側）
- 新潟市道東1-54号（臨港町出入口）
  - 入船町方面への流入・流出のみ。平和町方面へは通行不可
- 新潟港臨港道路（東臨港町交差点）
  - 交差点北側で新潟県道4号新潟港横越線に接続。入船町 -（みなとトンネル）- 東臨港町間は、危険物積載車両は終日通行禁止
- 国道113号＜新潟飛行場道路＞（平和町交差点）
- 新潟県道4号新潟港横越線＜赤道＞（同）

## バス路線
新潟交通が、みなとトンネル経由の路線バスを2路線運行している。同社はみなとトンネル西詰近くに入船営業所、また東区には新潟東部営業所の計2箇所の運行拠点を設けており、みなとトンネルを入舟・関屋方面や東区以東を結ぶ市内線・近郊線で運行する車両の回送ルートとして利用している。
- C51 西堀通線 市役所前－古町－入船町－（新潟みなとトンネル）－山ノ下－桃山町－臨港病院前
- E26M 空港・松浜線 ＜モーニングライナー＞太郎代浜→新潟医療福祉大学入口→松浜橋→物見山→秋葉一丁目→（新潟みなとトンネル）→附属学校前→千歳大橋西→県庁前→美咲合同庁舎

## その他
- 毎年2月、第4金曜22時から翌土曜6時までにかけての夜間、車道部を全面通行止として、トンネル内の設備点検を実施している。なお車両は通行止となるものの、自転車・歩行者道は点検実施中も通常通り通行できる。
- 自転車歩行者道は上流側が「まち側自歩道」、下流側が「海側自歩道」と呼ばれ、まち側と海側で天井のデザインが異なっている。車道部と分離されている上に天候の影響を受けにくく、また照明や監視カメラ、距離表示等が整備されているなどの条件から、市民の間ではジョギングやウォーキング、サイクリングなどのコースとしても利用されている。なお自転車・歩行者道内では携帯電話が使用できる。
- 付近にある新潟大学教育学部附属新潟中学校の完歩大会といわれる行事には、このトンネルの入船みなとタワーを折り返し地点として歩くコースが設置されている。
- 2008年（平成20年）2月24日、猛烈に発達した低気圧による影響で高波が発生。トンネル内に多量の海水が入り込んで冠水し、開通以来初めて悪天候による通行止の措置が取られた。
- 2014年（平成26年）12月17日、爆弾低気圧の影響による高潮で通行止めとなった。